# Julien (ópera)
Julien, ou La vie du poète (título original en francés; en español, Julien, o La vida del poeta) es un poème lyrique (ópera) en un prólogo y cuatro actos con música y libreto en francés de Gustave Charpentier. Julien es una secuela a Louise (1900) de Charpentier y describe las aspiraciones artísticas del pretendiente de Louise, Julien. Se estrenó en París en la Opéra-Comique el 4 de junio de 1913.
Esta ópera rara vez se representa en la actualidad; en las estadísticas de Operabase no aparece entre las óperas representadas en el período 2005-2010.

## Personajes
| Personaje                                               | Tesitura     | Reparto del estreno, 4 de junio de 1913 (Director: Albert Wolff) |
| ------------------------------------------------------- | ------------ | ---------------------------------------------------------------- |
| Julien                                                  | tenor        | Charles Rousselière                                              |
| Louise/Beauty/mujer sin hogar/muchacha/anciana          | soprano      | Marguerite Carré                                                 |
| Hiérophante/campesio/mago                               | barítono     | Raymond Boulogne                                                 |
| Pintor                                                  | barítono     | Andal                                                            |
| Campanero                                               | tenor        | Maurice Cazeneuve                                                |
| Acolyte                                                 | tenor        | Georges-Louis Mesmaecker                                         |
| Estudiante                                              | bajo         | Éloi de Roqueblave                                               |
| Burguesa                                                | soprano      | Berthe Marietti                                                  |
| Un burgués                                              | tenor        | Daburon                                                          |
| Primera grisette                                        | mezzosoprano | Pla                                                              |
| Segunda grisette                                        | mezzosoprano | Marguerite Julliot                                               |
| Voz del abismo/oficial                                  | tenor        | Eugène de Creus                                                  |
| Primer camarada/Otra voz del abismo/rompedor de piedra/ | bajo         | Ernest Dupré                                                     |
| Segundo camarada/leñador/bohemio                        | tenor        | Maurice Capitaine                                                |
| Tercer camarada                                         | tenor        | Donval                                                           |
| Cuatro camarada                                         | tenor        | Pasquier                                                         |
| Primer camarero del café                                | barítono     | Corbière                                                         |
| Segundo camarero del café                               | barítono     | Pierre Deloger                                                   |
| Primer sueño ('Chimère')                                | soprano      | Madeleine Ménard                                                 |
| Segundo sueño                                           | soprano      | Le Fontenay                                                      |
| Tercer sueño                                            | mezzosoprano | Germaine Gallot                                                  |
| Cuarto sueño/mujer del campo                            | mezzosoprano | Germaine Philippot                                               |
| Quinto sueño                                            | mezzosoprano | Cécilie Thévenet                                                 |
| Sexto sueño                                             | mezzosoprano | Alavoine                                                         |
| Primera muchacha del sueño                              | soprano      | Marie Tissier                                                    |
| Segunda muchacha del sueño                              | soprano      | Marie-Louise Arné                                                |
| Tercera muchacha del sueño                              | soprano      | Germaine Carrière                                                |
| Cuarta muchacha del sueño                               | soprano      | Jeanne Calas                                                     |
| Quinta muchacha del sueño                               | soprano      | Marguerite Villette                                              |
| Sexta muchacha del sueño                                | soprano      | Marini                                                           |
| Voz fuera de escena                                     | mezzosoprano | Reynald                                                          |
| Muchacha                                                | soprano      | Pesier                                                           |